# Mary Ingalls
Mary Amelia Ingalls (Pepin, 10 gennaio 1865 – Keystone, 20 ottobre 1928) fu la sorella maggiore della scrittrice Laura Ingalls Wilder, nonché un personaggio della serie di libri La piccola casa nella prateria.

## Biografia

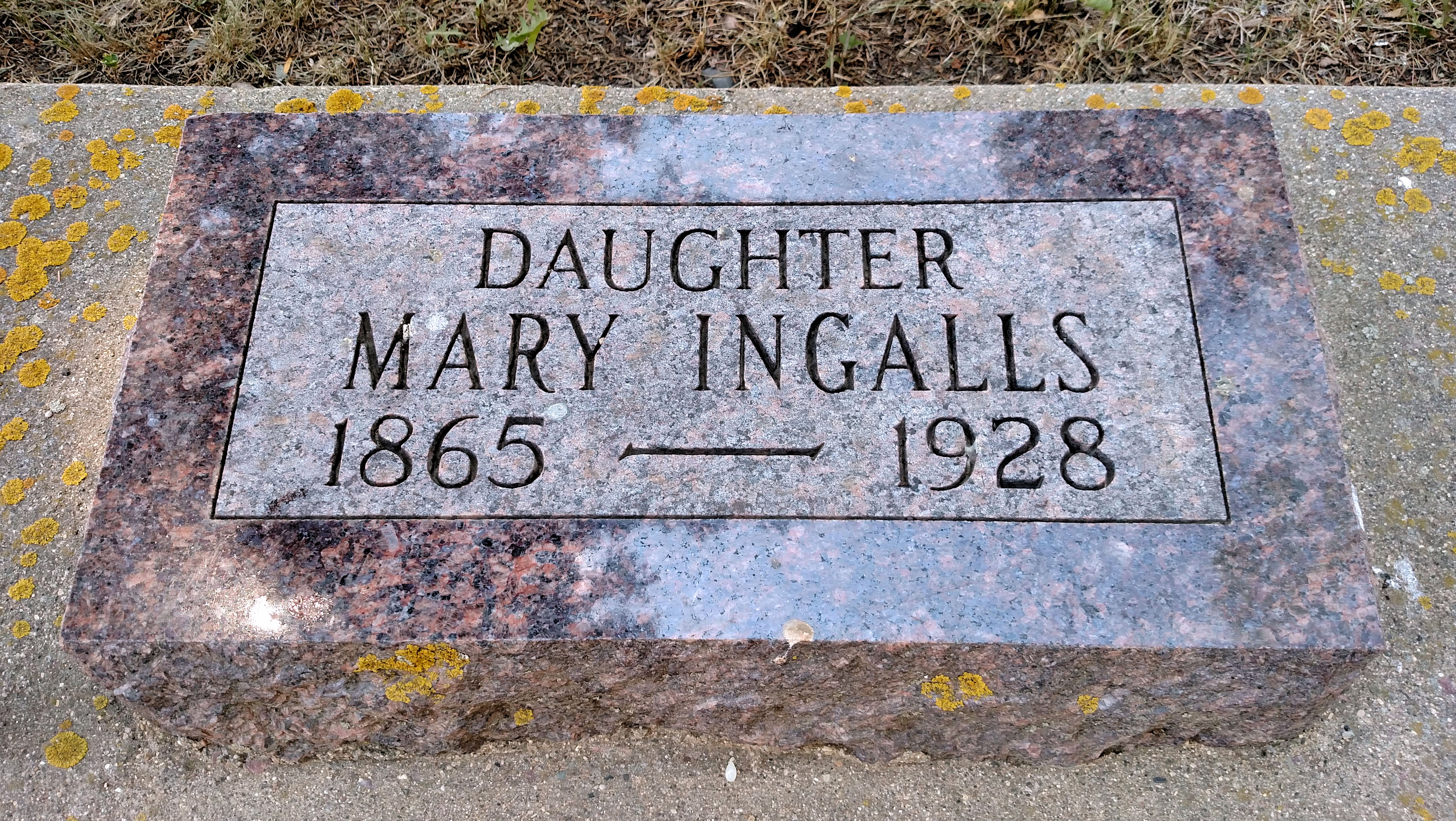
Tomba di Mary Ingalls presso il cimitero di De Smet

Mary Ingalls nacque nel 1865 da Charles e Caroline Ingalls. Aveva tre sorelle, Laura, Carrie e Grace, e un fratello minore, Charles Frederick Jr., detto Freddy, morto prematuramente nel 1876. All'età di quattordici anni si ammalò di scarlattina, e nel giro di poco tempo divenne cieca. Un recente studio del 2013 ha però dimostrato che la cecità della Ingalls fu causata dalla meningoencefalite. Nel 1881 iniziò a frequentare una scuola per ciechi a Vinton, Iowa, l'Iowa Braille and Sight Saving School, diplomandosi nel 1889. In seguito andò a vivere con i genitori nella loro casa di De Smet (Dakota del Sud) e, dopo la loro morte, presso la sorella Carrie, a Keystone, dove morì dopo due attacchi d'Ictus all'età di 63 anni. Non si sposò mai, né ebbe figli, e fu sepolta nel cimitero di De Smet.

## Nella cultura di massa
Mary fu interpretata dall'attrice Melissa Sue Anderson nella popolare serie televisiva La casa nella prateria, basata sui libri della sorella Laura.